# Los Nuevos
Los Nuevos fue un movimiento literario colombiano que se desarrolló en el siglo XX, en particular en la década de los años 20. Este movimiento se caracterizó por su reacción contra el costumbrismo y el romanticismo, y por la apertura al nuevo siglo.
Los Nuevos se agruparon en torno a la revista Los Nuevos, que apareció en 1925. En ella participaron escritores, intelectuales y políticos que se reunían en tertulias de café y participaban en eventos del país.
Los temas de interés de los escritores de Los Nuevos eran la política, el arte, la literatura, la crítica y los asuntos sociales. 
Algunas de las características de Los Nuevos fueron: 
- Utilizaron la ironía para contestar al romanticismo y al costumbrismo
- Se acercaron a los movimientos europeos vigentes
- Se apoderaron de la libertad en el uso de imágenes y metáforas.